# Fischelbach
Fischelbach (mundartlich Fischelboch) ist ein südlicher Stadtteil von Bad Laasphe im nordrhein-westfälischen Kreis Siegen-Wittgenstein.

## Geographie
Fischelbach liegt im Tal der hier ebenfalls noch mit Fischelbach bezeichneten Banfe in einer Höhe von ca. 300 bis 500 m ü. NN. Die Entfernung zur Kernstadt Bad Laasphe beträgt etwa 8 km (Luftlinie).

## Geschichte
Fischelbach wird erstmals 1233 in einer Urkunde des Klosters Haina erwähnt. Der Ort wird darin als Vischlinbach bezeichnet. Im Jahre 1307 kauften die Grafen zu Wittgenstein Fischelbach sowie die Dörfer Hesselbach, Puderbach und Niederlaasphe von den Rittern zu Breidenbach.
1939 wurde die letzte Grube im Gebiet, die Grube Gonderbach, geschlossen. Damit ging die 600 Jahre lange Erzbergbaugeschichte im Wittgensteiner Land zu Ende. Im Zuge der Gebietsreform wurde Fischelbach am 1. Januar 1975 zu einem Ortsteil der Stadt Bad Laasphe.

## Kultur und Sehenswürdigkeiten
Die Kirche in Fischelbach wurde erstmals 1309 erwähnt. In ihr werden alle zwei Wochen evangelische Gottesdienste gehalten. Der Kirchturm ist ein eingetragenes Denkmal.

## Infrastruktur und Wirtschaft
Fischelbach liegt verkehrsgünstig an der Landesstraße L 718, die Bad Laasphe und Dillenburg verbindet. Fast alle berufstätigen Einwohner müssen weite Anfahrtswege zurücklegen. Der einstige Haupterwerbszweig, die Landwirtschaft, wird heute nur noch im Nebenerwerb betrieben. Fischelbach liegt direkt an einem Zubringerweg zum Rothaarsteig. Aufgrund der Höhenlage des Ortes ist Wintersport (Langlauf) möglich.